# Пенис. История взлётов и падений
«Пенис. История взлётов и падений» (англ. A Mind of Its Own: A Cultural History of the Penis) — научно-популярная книга нью-йоркского колумниста и писателя Дэвида М. Фридмана, посвящённая истории мужского полового органа.

## Формат
Книга Фридмана охватывает огромный исторический период, начиная с древней Месопотамии и заканчивая современными западными представлениями о мужском половом органе, который на заре цивилизации считался божественным проявлением, впоследствии став тем, что следует скрывать. Двумя основными лейтмотивами книги служат сексуальные теории Зигмунда Фрейда и  «индустрия эрекции», как определяет её автор (исключительно ей посвящена последняя глава книги). Повествуя о том, как в различных религиях относились к пенисам, Фридман высказывает мнение, что христиане зародили традицию неприятия изображений мужского полового органа. Одну из глав автор посвящает рассказу о «псевдоучёных», пытавшихся связать размер пениса с расой.

## Отзывы
Иэн Сэнсом в The Guardian охарактеризовал книгу как «в своём роде философское произведение». Висам Мансур в журнале Journal of Men, Masculinities and Spirituality отметил, что книга написана «в научной манере в сочетании с чувством юмора». Марсела д’Аржи Смит в рецензии для New Statesman написала, что «книга Фридмана читается как голливудская эпопея», представляя собой смесь «секса, смерти, пыток, самоуничтожения, героев, злодеев, любви, наркотиков, денег и высокотехнологичных механизмов».
В обзоре издания Seattle Times книге был дан эпитет «постыдно еврофалоцентричной».
Рецензент в журнале Journal of the History of Sexuality относит книгу к «хорошей журналистике», но в должной мере не основанной ни на истории, ни на культуре.